# فهرست آثار ملی شهرستان سرخس
فهرست آثار ملی شهرستان سرخس شامل ۲۵ اثر ملی در شهرستان سرخس است که تا ۱۳۹۷ به ثبت رسیده‌اند که سهم این شهرستان در سطح استان خراسان رضوی که بالغ بر ۱۴۰۷ اثر تاریخی ثبت شده دارد بسیار ناچیز است.
آرامگاه بابا لقمان اولین اثر ملی این شهرستان است که در ۱۵ دی ۱۳۱۰ خورشیدی در فهرست آثار ملی ایران قرار گرفت.

## آثار ثبت‌شده
| ردیف    | نام اثر                  | نگاره          | دیرینگی                          | موقعیت                                                                                     | شمارهٔ ثبت | تاریخ ثبت       | منبع   |
| بناها   | بناها                    | بناها          | بناها                            | بناها                                                                                      | بناها     | بناها           | بناها  |
| ------- | ------------------------ | -------------- | -------------------------------- | ------------------------------------------------------------------------------------------ | --------- | --------------- | ------ |
| ۱       | آرامگاه بابا لقمان       |                | سده ۸ ق                          | ۳ کیلومتری شمال شهر سرخس ۳۶°۳۳′۳۷″ شمالی ۶۱°۹′۲۵″ شرقی / ۳۶٫۵۶۰۲۸°شمالی ۶۱٫۱۵۶۹۴°شرقی      | ۱۶۵       | ۱۵ دی ۱۳۱۰      | [ ۳ ]  |
| ۲       | رباط شرف                 |                | دوره سلجوقی                      | ۶۶ کیلومتری جنوب‌شرق شهر سرخس ۳۶°۱۵′۵۹″ شمالی ۶۰°۳۹′۱۹″ شرقی / ۳۶٫۲۶۶۳۹°شمالی ۶۰٫۶۵۵۲۸°شرقی | ۳۵۹       | ۲۰ خرداد ۱۳۲۱   | [ ۴ ]  |
| ۳       | قلعه کهنه گنبدلی         | بارگذاری تصویر | دوران‌های تاریخی پس از اسلام      | روستای گنبدلی                                                                              | ۶۵۴       | ۲۳ فروردین ۱۳۴۶ | [ ۵ ]  |
| ۴       | قلعه بزنگان              | بارگذاری تصویر | دوره افشار                       | روستای بزنگان                                                                              | ۶۵۸       | ۲۳ فروردین ۱۳۴۶ | [ ۶ ]  |
| ۵       | پل خاتون                 | بارگذاری تصویر | دوران‌های تاریخی پس از اسلام      | ۶۹ کیلومتری جنوب سرخس ۳۵°۵۷′۵۱٫۴″ شمالی ۶۱°۷′۱۰٫۰″ شرقی / ۳۵٫۹۶۴۲۷۸°شمالی ۶۱٫۱۱۹۴۴۴°شرقی   | ۳۲۳۸      | ۲۵ اسفند ۱۳۷۹   | [ ۷ ]  |
| ۶       | بارانداز قدیمی قوش خزائی |                | اواخر دوره قاجار                 | روستای قوش خزائی                                                                           | ۸۷۳۷      | ۱۰ خرداد ۱۳۸۲   | [ ۸ ]  |
| ۷       | سیلوی سرخس               | بارگذاری تصویر | اواخر دوره قاجار                 | شهر سرخس - میدان امام، خیابان پروین اعتصامی                                                | ۲۶۵۷۷     | ۸ اردیبهشت ۱۳۸۸ | [ ۲ ]  |
| تپه‌ها   |                          |                |                                  |                                                                                            |           |                 |        |
| ۸       | تپه و قلعه خرابه مزدوران |                | سده ۵ ق تا دوره صفوی             | شهر مزداوند                                                                                | ۶۵۳       | ۲۳ فروردین ۱۳۴۶ | [ ۹ ]  |
| ۹       | تپه فیروزه               | بارگذاری تصویر | هزاره اول پیش از میلاد           | روستای گنبدلی                                                                              | ۶۵۵       | ۲۳ فروردین ۱۳۴۶ | [ ۱۰ ] |
| ۱۰      | شیر تپه                  | بارگذاری تصویر | صدر اسلام تا دوره افشار          | روستای شیرتپه                                                                              | ۶۵۶       | ۲۳ فروردین ۱۳۴۶ | [ ۱۱ ] |
| ۱۱      | تپه کندکلی               | بارگذاری تصویر | صدر اسلام تا دوره افشار          | روستای کندکلی                                                                              | ۶۵۷       | ۲۳ فروردین ۱۳۴۶ | [ ۱۲ ] |
| ۱۲      | تپه قوش عبدالله          | بارگذاری تصویر | سده ۵ تا ۸ ق                     | روستای قوش علیجان                                                                          | ۱۱۱۳۵     | ۱۶ شهریور ۱۳۸۳  | [ ۱۳ ] |
| ۱۳      | تپه شور قلعه             | بارگذاری تصویر | سده ۵ تا ۹ ق                     | ۳۰۰ متری جنوب شرق روستای کلاته صاحبداد                                                     | ۲۲۲۸۹     | ۲۷ اسفند ۱۳۸۶   | [ ۱۴ ] |
| ۱۴      | تپه چهل کمان             | بارگذاری تصویر | دوره ساسانی                      | نامشخص                                                                                     | نامشخص    | ۲۴ تیر ۱۳۹۵     | [ ۲ ]  |
| ۱۵      | تپه یاز                  | بارگذاری تصویر | دوره اشکانی تا دوره اولیه اسلامی | روستای یازتپه                                                                              | ۳۱۵۴۸     | ۱۶ شهریور ۱۳۹۵  | [ ۲ ]  |
| ۱۶      | تپه چل                   | بارگذاری تصویر | دوره ساسانی                      | نامشخص                                                                                     | ۳۱۵۵۰     | ۲۰ شهریور ۱۳۹۵  | [ ۲ ]  |
| ۱۷      | تپه مادر بیک             | بارگذاری تصویر | دوره اشکانی تا دوره اسلامی       | نامشخص                                                                                     | ۳۱۵۵۲     | ۲۰ شهریور ۱۳۹۵  | [ ۲ ]  |
| ۱۸      | تپه خونی                 | بارگذاری تصویر | دوره ساسانی تا دوره اولیه اسلامی | نامشخص                                                                                     | ۳۱۵۵۳     | ۲۰ شهریور ۱۳۹۵  | [ ۲ ]  |
| ۱۹      | تپه کچولی سنگر           | بارگذاری تصویر | دوره ساسانی                      | نامشخص                                                                                     | ۳۱۵۵۴     | ۲۰ شهریور ۱۳۹۵  | [ ۲ ]  |
| ۲۰      | تپه قوش چاکر             | بارگذاری تصویر | دوره اسلامی                      | روستای قوش چاکر                                                                            | ۳۱۵۵۵     | ۲۰ شهریور ۱۳۹۵  | [ ۲ ]  |
| غارها   |                          |                |                                  |                                                                                            |           |                 |        |
| ۲۱      | غار مزدوران              |                | هزاره دوم پیش از میلاد           | ۲ کیلومتری شرق شهر مزداوند                                                                 | ۶۵۲       | ۲۳ فروردین ۱۳۴۶ | [ ۱۵ ] |
| ۲۲      | غار بزنگان               |                | پیشاتاریخ - دوره اسلامی          | روستای بزنگان                                                                              | ۶۵۹       | ۲۳ فروردین ۱۳۴۶ | [ ۱۶ ] |
| مسیرها  |                          |                |                                  |                                                                                            |           |                 |        |
| ۲۳      | بستر خشک رودخانه کشف‌رود  |                | دوره پارینه سنگی                 | نامشخص                                                                                     | ۱۴۳۰۶     | ۱۶ اسفند ۱۳۸۴   | [ ۱۷ ] |
| محوطه‌ها |                          |                |                                  |                                                                                            |           |                 |        |
| ۲۴      | محوطه تام الله‌مدد        | بارگذاری تصویر | دوره ساسانی تا سده ۵ ق           | نامشخص                                                                                     | ۳۱۵۴۹     | ۱۶ شهریور ۱۳۹۵  | [ ۲ ]  |
| ۲۵      | محوطه نوبنیاد            | بارگذاری تصویر | دوره اسلامی                      | روستای نوبنیاد                                                                             | ۳۱۵۵۱     | ۲۰ شهریور ۱۳۹۵  | [ ۲ ]  |